# Panagjurište
Panagjurište (bulharsky Панагюрище) je město ve středním Bulharsku, ležící na svazích Sredné gory. Žije tu přibližně 16 tisíc obyvatel.
Jde o správní středisko stejnojmenné obštiny v Pazardžické oblasti.

## Historie
Oblast byla osídlena od středověku. Město vzniklo na začátku osmanské nadvlády. Jeho jméno Panagür bylo odvozeno od řeckého slova pro výroční trh (πανηγυρι). Tyto významné trhy se později přesunuly do Pazardžiku, leč jméno sídlu zůstalo. Počet obyvatel vzrostl v 16. století, kdy sem po neúspěšném povstání přišli utečenci z Albánie, ale i později bylo cílem přistěhovalců jak z východního, tak západního Bulharska. Již počátkem 19. století se jednalo o významné hospodářské i kulturní centrum. Proslulá byla zdejší zlatnická škola. V roce 1861 zde z 12 500 obyvatel zaznamenali američtí misionáři 2 500 řemeslníků. Město bylo ohniskem Dubnového povstání v roce 1876 a po jeho potlačení bylo vypáleno a zcela zničeno. Z tohoto důvodu nejsou ve městě žádné historické budovy. Sídlem obštiny je od roku 1977.

## Obyvatelstvo
K 15. září 2024 ve městě žilo 16 095 obyvatel a bylo zde trvale hlášeno 17 421 obyvatel. Podle sčítání 1. února 2011 bylo národnostní složení následující:
- Bulhaři: 16 318 (97.9 %)
- Romové: 60 (0.4 %)
- Turci: 4 (0.0 %)
- ostatní[p 2]: 291 (1.7 %)

## Památky

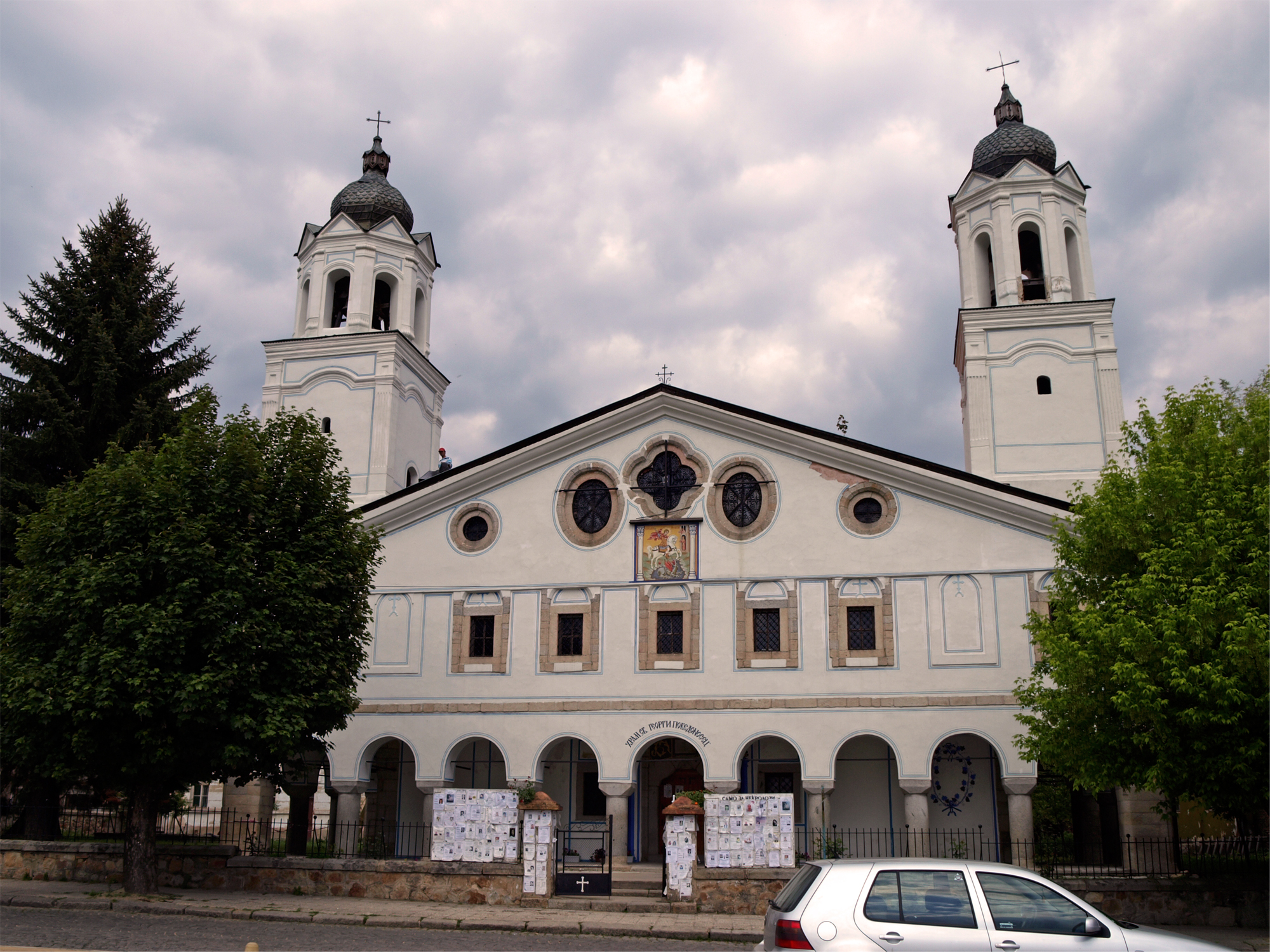
Panagyurishte-saint-george-church

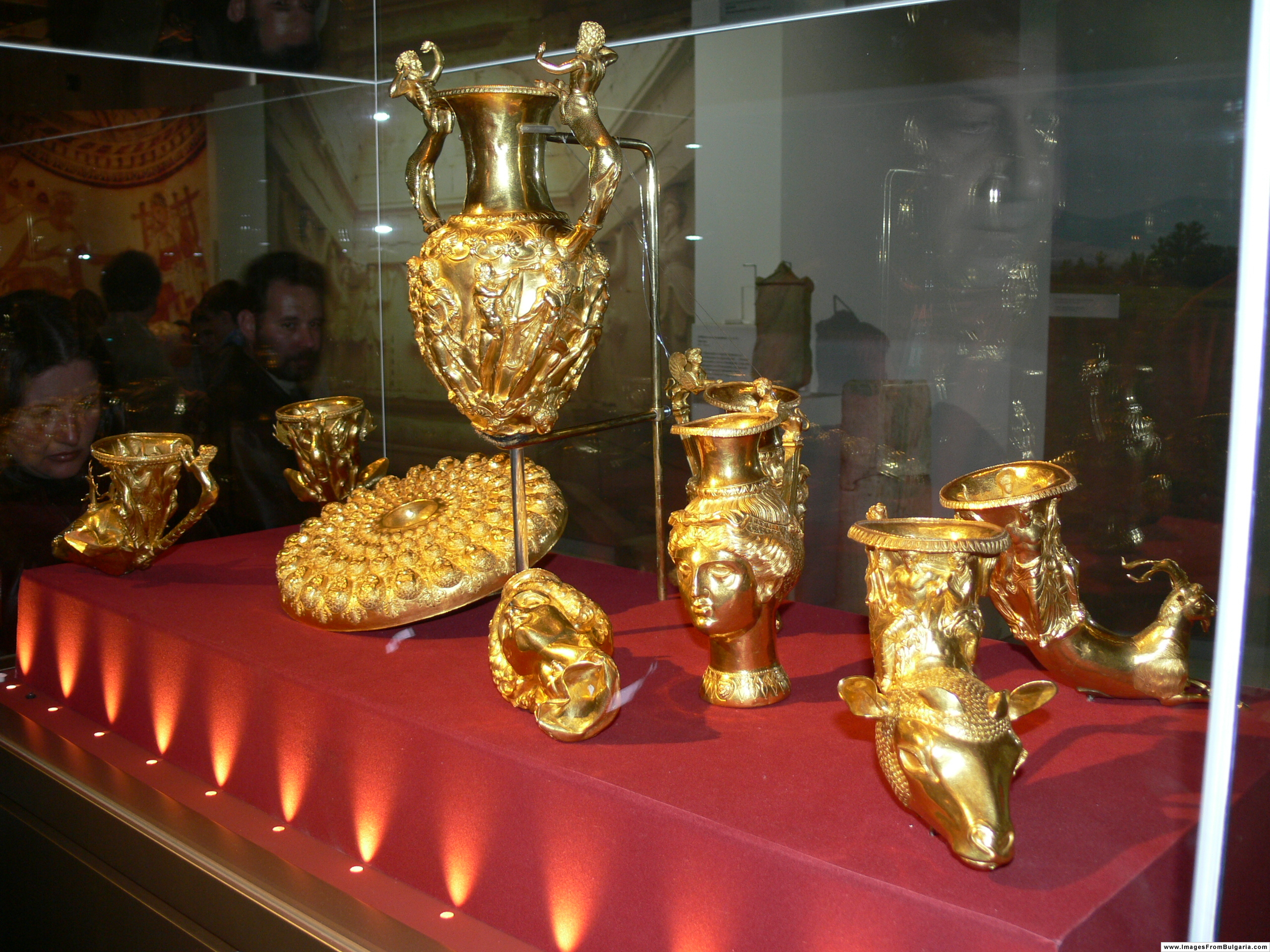
Thrácký poklad z Panagjuriště

- Protestantský chrám sv. Jiří, stavba dvouvěžové baziliky z let 1856-1860, patří k největším chrámům v Bulharsku
- Starosel - archeologická lokalita s antickým thráckým chrámem z 5. století př. n. l.

### Thrácký poklad
V roce 1949 byl nedaleko města objeven poklad 8 zlatých nádob thráckého původu ze 4. až 3. století př. n. l. Obsahoval poháry rhytony, amforu a rituální nádoby o celkové hmoznosti 6,1 kg je vystaven v Archeologickém muzeu v Plovdivu.

## Osobnosti
- Marin Drinov (1838–1906),  bulharský osvícenský myslitel z období bulharského národního obrození, historik a lingvista